# Бабин Яр
Бабин Яр (на руски: Бабий Яр; на украински: Бабин Яр) е пролом край Киев в Украйна, където нацисти и местни колаборационисти извършват поредица масови избивания на евреи и други цивилни граждани по време на своите военни действия в Съветския съюз.
Най-известната и добре документирана е касапницата от 29 – 30 септември 1941 г., в която са избити 33 771 евреи наведнъж. Военната операция е извършена от войници от концлагерите, подпомогнати от айнзацгрупи и полицейски батальони на SS.
Сред жертвите на касапниците са хиляди съветски военнопленници, комунисти, цигани, украински националисти и цивилни заложници. Предполага се, че допълнително са избити в Бабин Яр между 100 и 150 хил. души.

## Масови разстрели в Бабин Яр между 1941 и 1943 г.
След като Нацистка Германия напада Съветския съюз на 22 юни 1941, германските сили започват да напредват бързо на изток. На 19 септември 1941 германците пристигат в Киев. Въпреки че много от жителите на града имат войници в Червената армия или роднини във вътрешността на Съветския съюз, те приветстват идването на германците, като смятат, че това ще бъде край на Сталинския терор, но това скоро се променя.
В двете години на нацистката окупация Бабин Яр се превръща в място на масови екзекуции на цивилни граждани, съветски военнопленници, евреи, цигани, членове на партията „Организация на украинските националисти“ (Організа́ція украї́нських націоналі́стів), „саботьори“, нарушители на комендантския час и други.

## Екзекуциите от 29 и 30 септември 1941 г.
На 28 септември в града са разпространени листовки, на които пише:
| „ | Всички евреи, които живеят в Киев и околностите, са длъжни да се явят в 8 часа сутринта, понеделник, 29 септември 1941, на ъгъла на улица Мелникова и Докторска (до гробището). Да носят със себе си документи, пари, ценности, както и топли дрехи, бельо и т.н. Всеки евреин, който не изпълни тази инструкция и бъде открит на друго място, ще бъде застрелян. Всеки цивилен, който влезе в освободено еврейско жилище и открадне имущество, ще бъде застрелян. | “ |

Почти всички жители, включително и 175 хил. евреи в района смятат, че става въпрос за депортация. Всъщност нацистите са взели решение още на 26 септември всички евреи да бъдат убити, като отмъщение за серия бомбардировки срещу германски инсталации, за което са обвинени евреите. След войната става ясно, че бомбените акции са проведени от членове на НКВД, оставени от отстъпващите руснаци, за да забавят германското нашествие.
Евреите, събрани на гробището, очакват да бъдат натоварени на влакове. Групата от хора е голяма и повечето жени, мъже и деца не са наясно какво става, а когато чуват картечна стрелба вече е късно да избягат. Те са изкарвани на малки групи от по десет души между коридор от войници, както си спомня А. Кузнецов:
Нямаше никаква възможност да се изплъзнеш или да избягаш. Жестоки рани, водещи до обилни кръвотечения, избухваха по техните глави, крака и ръце от ляво и дясно. Войници не спираха да викат „Schnell, schnell!“, докато се смееха, сякаш са част от някакво цирково представление; те дори търсеха начини да предизвикват по-жестоки рани по уязвимите места – ребрата, стомаха и слабините.
След това на евреите е нареждано да се събличат, ако откажат са бити, а накрая са застрелвани на ръба на пролома Бабин Яр. Според Einsatzgruppen Operational Situation Report No. 101, най-малко 33 771 евреи от Киев и предградията са убити при Бабин Яр на 29 и 30 септември 1941 г. – методично разстрелвани с картечница. Като цяло 60 хил. души са убити по-късно, включително цигани и съветски военнопленници.
Екзекуциите се провеждат от айнзацгрупи, с подкрепата на членове на батальона на Вафен-СС.
Информацията в журналистически статии за участие на украински колаборационисти в разстрелите няма потвърждение в документални източници.

## Последици
След войната съветското ръководство, поддържайки политика на антисемитизъм, пренебрегва чествания на етническа основа. По тази причина няколко опита за издигане на мемориал в Бабин Яр остават без резултат. Самият пролом е преграден с бент и наводнен с кална вода от тухлените каменоломни през 1950 г., за да се получи кална утайка до самото дъно. Бентът се срутва от пролетните дъждове на 13 март 1961 г., като запраща стена от кал и вода в северните части на Киев. Много хора загиват от наводнението.

## Памет
През 1976 г. е издигнат официален мемориал на съветските граждани загинали при Бабин Яр. Мемориал на загиналите евреи е поставен през 1991 г.
Случилото се при Бабин Яр вдъхновява поемата „Бабий Яр“ (1961) на руския поет Евгений Евтушенко, по стихове от която Дмитрий Шостакович написва през 1962 г. музиката на своята Симфония № 13 „Бабий Яр“.
„Бабин Яр“ е заглавие на украински филм, разказващ за трагедията, както и заглавие на новела от Анатолий Кузнецов.
Убийствата също са отразени в телевизионните минисериали „Война и спомени“ (War and Remembrance).
На 25 юни 2001 г. при посещение в Киев папа Йоан Павел II почита паметта на избитите евреи.
В хода на руското нападение над Украйна на 1 март 2022 г. мемориалът е повреден при бомбардировка на Киев от страна на руската военна авиация.